# Fisher P-75

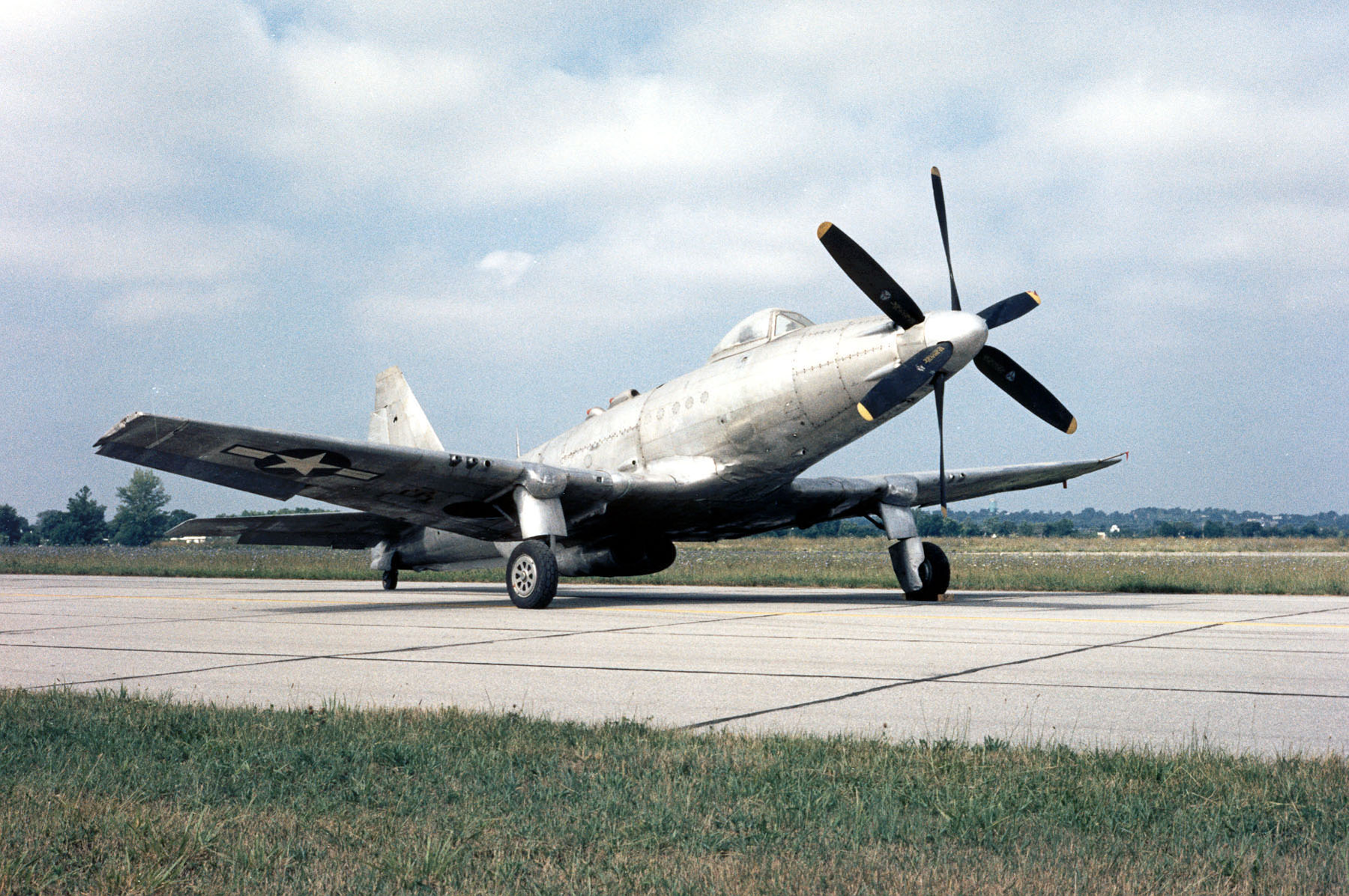
Fisher P-75A Eagle ausgestellt im USAF-Museum

Die Fisher P-75A Eagle (englisch für „Adler“) ist ein einsitziges US-amerikanisches Hochleistungs-Jagdflugzeug von 1944 mit zwei gegenläufigen Koaxialpropellern. Die Eagle hatte ihren Erstflug am 17. November 1943, in umkonstruierter Form im September 1944. Sie zeichnete sich durch hohe Geschwindigkeit und eine extreme Steigleistung aus. Da es einige Unfälle bei der Erprobung gab, die USAAF die Anzahl neuer Jäger reduzierte und einfachere Muster wie die Republic P-47 Thunderbolt bzw. North American P-51 Mustang mittlerweile ebenfalls über große Reichweiten verfügten, sowie extreme Steigleistungen in den Hintergrund traten, wurde die P-75 nicht in die Serienproduktion übernommen. Die letzten gebauten Maschinen dienten daraufhin nur noch zu Testzwecken.

## Geschichte
Die USAAF sandte im September 1942 eine Anfrage an die General Motors (GM), um ein Jagdflugzeug mit hoher Geschwindigkeit und extremer Steigleistung zu entwickeln. Das Flugzeug sollte den stärksten zur Zeit verfügbaren flüssigkeitsgekühlten Flugmotor erhalten, einen Allison V-3420-19 mit 24 Zylindern und einer Leistung von 2.637 PS (1.939 kW).
In dieser Zeit war General Motors mit diversen Flugzeugproduktionen wie dem Torpedobomber Grumman TBM Avenger für die US Navy beschäftigt. Einige Quellen behaupten sogar, dass General Motors das XP-75-Projekt nur angenommen hat, um der aufwendigen Produktion der Boeing B-29 Superfortress zu entgehen. Die sehr hohe Priorität der XP-75 machte dies möglich.
Im Oktober 1942 wurde ein Vertrag über zwei XP-75-Prototypen von der Fisher Body Division von GM unterzeichnet. Das Flugzeug wurde aus diversen anderen Flugzeugkomponenten zusammengebaut. Die Tragflächen kamen von der North American P-51 Mustang, das Heck von der Douglas A-24 (SBD) und der Rumpf von der Chance Vought F4U Corsair. Das Flugzeug bekam einen Mittelmotor, der ganz ähnlich wie bei der Bell P-39 Airacobra den Propeller über eine Fernwelle antrieb. Später wurden die P-51-Tragflächen durch die der Curtiss P-40 Warhawk ersetzt. Die P-75 zeichnete sich außerdem durch eine außergewöhnlich schwere Bewaffnung von zehn 12,7 mm-Maschinengewehren aus, davon sechs (wie bei der P-51) in den Tragflächen und vier im Rumpf. Außerdem wurde die Möglichkeit vorgesehen, zwei 227-kg-Bomben (500 lb) unter den Tragflächen zu transportieren und die Eagle somit auch als Jagdbomber einsetzbar zu machen.
Mitte 1943 wurde der Bedarf an weitreichenden Begleitjägern immer dringender und die Steigrate unwichtiger, so wurden sechs weitere XP-75-Maschinen in weitreichende Jäger umgewandelt. Geplant war ein Auftrag von 2.500 Maschinen, wenn sich die XP-75 als erfolgreich erwies.
Die erste XP-75 flog am 17. November 1943 und die zweite Maschine kurze Zeit später. Im Frühjahr 1944 erfolgte ein Test aller sechs Maschinen, bei dem jedoch diverse Störungen auftraten. So gab es Motorausfälle, die Kühlleistung war mangelhaft und hohe Quersteuerkräfte bei hohen Geschwindigkeiten wurden beobachtet. Das Flugzeug musste umkonstruiert werden. Dazu bekam es ein neues Heck, ein neues Kabinendach und einen neuen noch stärkeren Allison-V-3420-23-Motor mit einer Leistung von 2925 PS (2151 kW). Diese Änderungen behoben die meisten Probleme und diese neuen P-75A-Maschinen gingen im September 1944 in die Testphase.
Zu dieser Zeit reduzierte die USAAF die Anzahl der neuen Jagdflugzeug-Muster. Maschinen wie die P-47 Thunderbolt und P-51 Mustang zeigten bereits exzellente Reichweiten. Die Produktion der P-75A wurde am 8. November 1944 aufgegeben, nachdem es bereits zu drei Flugunfällen gekommen war. Fünf Maschinen wurden für Testzwecke zu Ende gebaut und dienten noch bis einige Zeit nach Kriegsende.
Insgesamt wurden von der P-75 Eagle 13 Maschinen hergestellt.

## Erhaltene Maschinen
Heute existiert noch eine XP-75 im USAF-Museum in Dayton (Ohio). Sie ist allerdings noch nicht restauriert.

## Varianten
- XP-75-GM: zwei Exemplare, erste Prototypen (GM: hergestellt im „General Motors – Fisher Body“ Werk Detroit)
- XP-75-GC: sechs Exemplare, neue Prototypen-Serie (GC: „General Motors – Fisher Body“ Werk Cleveland)
- P-75A: fünf Exemplare, endgültiger Begleitjäger

## Technische Daten
| Kenngröße             | Daten                                                                               |
| --------------------- | ----------------------------------------------------------------------------------- |
| Besatzung             | 1                                                                                   |
| Länge                 | 12,32 m                                                                             |
| Spannweite            | 15,05 m                                                                             |
| Höhe                  | 4,72 m                                                                              |
| Flügelfläche          | 32,24 m²                                                                            |
| Flügelstreckung       | 7,0                                                                                 |
| Leermasse             | 5214 kg                                                                             |
| Startmasse            | 6263 kg                                                                             |
| max. Startmasse       | 8260 kg                                                                             |
| Antrieb               | 1 × Allison V-3420-23 wassergekühlter 24-Zylinder 2.885 PS (ca. 2.100 kW)           |
| Höchstgeschwindigkeit | 697 km/h in 6100 m Höhe                                                             |
| Dienstgipfelhöhe      | 11.090 m                                                                            |
| Reichweite            | 3300 km                                                                             |
| Bewaffnung            | sechs 12,7-mm-MGs in den Tragflächen, vier 12,7-mm-MGs im Rumpf, zwei 227-kg-Bomben |